# Теофіло Бітенкорт Перейра
Теофіло Бітенкорт Перейра (порт. Teóphylo Bettencourt Pereira), більше відомий як Теофіло (порт. Teóphylo, 11 квітня 1900, Ріо-де-Жанейро, Бразилія — 10 квітня 1988, там само) — бразильський футболіст, що грав на позиції нападника, зокрема, за клуби «Американо» та «Сан-Крістован», а також національну збірну Бразилії.
Дворазовий переможець Ліги Каріока. У складі збірної — володар Кубка Ріу-Бранку. 

## Клубна кар'єра
У футболі дебютував 1917 року виступами за «Флуміненсе». 
Своєю грою за цю команду привернув увагу представників тренерського штабу клубу «Американо», до складу якого приєднався 1918 року. Відіграв за них наступні шість сезонів своєї ігрової кар'єри.
1925 року уклав контракт з клубом «Сан-Крістован», у складі якого провів наступні шість років своєї кар'єри гравця. 
Завершив професійну ігрову кар'єру у клубі «Флуміненсе», у складі якого вже виступав раніше. Прийшов до команди 1932 року, захищав її кольори до припинення виступів на професійному рівні у тому ж році.
Помер 10 квітня 1988 року на 88-му році життя.
| Дата           | Місто          | Господарі | Результат | Гості     | Турнір                    | Голи | Примітки |
| -------------- | -------------- | --------- | --------- | --------- | ------------------------- | ---- | -------- |
| 14 липня 1930  | Монтевідео     | Бразилія  | 1 – 2     | Югославія | ЧС 1930 - груповий турнір | -    |          |
| 1 серпня 1930  | Ріо-де-Жанейро | Бразилія  | 3 – 2     | Франція   | товариський матч          | 1    |          |
| 10 серпня 1930 | Ріо-де-Жанейро | Бразилія  | 4 – 1     | Югославія | товариський матч          | -    |          |
| 17 серпня 1930 | Ріо-де-Жанейро | Бразилія  | 4 – 3     | США       | товариський матч          | 1    |          |
| 6 вересня 1931 | Ріо-де-Жанейро | Бразилія  | 2 – 0     | Уругвай   | товариський матч          | -    |          |
| Усього         |                | Матчів    | 5         |           | Голів                     | 2    |          |

## Титули і досягнення

### Клуб
- Переможець Ліги Каріока (2):

«Флуміненсе»: 1917
«Сан-Крістован»: 1926

### Збірна
- Володар Кубка Ріу-Бранку (1): 1931